# Echinocereus adustus
Echinocereus adustus är en kaktusväxtart som beskrevs av Georg George Engelmann. Echinocereus adustus ingår i släktet Echinocereus och familjen kaktusväxter.

## Underarter
Arten delas in i följande underarter:
- E. a. adustus
- E. a. schwarzii